# Grandezas de Contagem
Grandezas de Contagem são grandezas que não são descritas pelas 7 grandezas fundamentais do Sistema Internacional de Unidades. Em geral sua medida se dá a partir da contagem de um certo número de entidades tal como número de moléculas, entidades moleculares, sequências de cadeias ácido nucleico, etc.